# 板野友造
板野 友造（いたの ともぞう、1874年（明治7年）5月18日 - 1945年（昭和20年）12月12日）は、日本の政治家、弁護士。衆議院議員。

## 来歴・人物
岡山県吉備郡足守町（現在の岡山市北区）で生まれる。関西法律学校（現在の関西大学）を卒業後、明治法律学校（現在の明治大学）に学び、1901年に卒業した。同年、判検事試験に合格し、司法官試補として高松区裁判所に赴任するが、半年で辞した。1902年（明治35年）より大阪市で弁護士を開業。
1913年（大正2年）、大阪市会議員に選出され、副議長を務めた。1920年（大正9年）1月、衆議院に補欠当選。以後、当選回数は合計5回を数えた。当初は立憲国民党所属であったが、立憲国民党解党後は革新倶楽部を経て立憲政友会に参加した。
1927年（昭和2年）3月、議会乱闘事件に関与したとして取り調べるを受けるが、大声を出しただけであると主張、後日不起訴となる。

## 黙れ事件
1938年3月3日、第5回国家総動員法法案委員会の審議には司法大臣塩野季彦が出席していたが、同日の読売新聞朝刊に同法案や電力国家管理政策を支持する論説が掲載されていたため、委員らは植原悦二郎を中心に、その記事は政府が書かせたものであるかを問い正しながら、同法案に激しく異論を申し立てていた。そこで委員長小川郷太郎は他の大臣らに連絡をとり、陸軍大臣杉山元や外務大臣が審議に参加することを告げた。実際には陸軍大臣と内務大臣末次信正が参加。
そこで委員の板野が質問に立ち、「総動員の必要などは国民が皆知っておる｣、「総動員ということを知らせて置くことはまことに結構で、その点は同感だが、自分の出した案を良く見てからおっしゃって下さい。これで国民に何の覚悟が出来るか」、「裏からでも表からでもよろしいが、どうぞ十分にラジオを通じ、新聞を通じ、速記録を通じて国民に分からせてもらいたい」、「国民が私と同じ程度のものであるならば、政府の言うことが分からない。どうぞ国民が、『なるほど必要止むを得ないものだ』と諒解し得る程度の説明を願う。どなたでも説明の上手な人でよろしい。」などと、大臣らへの同意を示して説明を促した。
これについて佐藤賢了陸軍中佐が説明員として答弁したが、宮脇長吉らがこの説明に対し、「討論はいかん｣「止めた方が穏やかだ」などの野次を飛ばし、佐藤が「黙れ!」と怒鳴るといういわゆる「黙れ事件」が起きた。佐藤は委員長に促されてすぐに発言を取り消したが、板野はさらにその発言を議会軽視として問題視して司法大臣に政府の責任を認めさせたうえ、「私どもは初めから申したとおり総動員の計画準備の必要は痛感していると申している」、「普段から訓練して置かなければならぬ、それだからこの法律を早く作らなければならぬとおっしゃる」、「政府発案の趣旨を捉えようというがために、これを反復してお尋ねしているのであって、決して非難するとか、攻撃するとかいうのではない」などと質問を続けた。
これに対し司法大臣は、「板野君のご意見は憲法第31条があって、その広大むべなる力があるのだから、そのときになって決めたらよろしいではないか、そのことは国民一般が憲法の條章によってよく覚悟しているのである、覚悟とか準備とか言うけれども、本法を制定しなくとも、憲法において既に国民の覚悟を要求しているという御説である」と板野の意見を再び示したうえ、「平時において非常の場合において総動員が行われる場合には、かくかくの義務を負うのであるという目標を、大綱ながら示しておく方がよろしいと考えている」と答弁。ここで理事西尾末広が予定時間の到来を告げ、同日の審議は終了した。
翌日の委員会には、司法大臣、陸軍大臣の他、総理大臣近衛文麿、外務大臣広田弘毅、海軍大臣米内光政、鉄道大臣中島知久平も出席。再び植原悦二郎らが質疑を続けた。審議は3月16日まで続き、最終的に浅沼稲次郎も含む委員40名の全員が賛成し、同日に衆議院でも可決され貴族院に送付となった。貴族院の委員会では修正案も提出されたが、3月24日に法案は可決。